# Kirill Sergejewitsch Krawzow
Kirill Sergejewitsch Krawzow (russisch Кирилл Сергеевич Кравцов; * 14. Juni 2002 in Sankt Petersburg) ist ein russischer Fußballspieler.

## Karriere

### Verein
Krawzow begann seine Karriere bei Zenit St. Petersburg. Im August 2020 spielte er erstmals für die Zweitmannschaft Zenits in der drittklassigen Perwenstwo PFL. Im März 2021 stand er gegen Rubin Kasan auch erstmals im Kader der Profis. Sein Debüt für die Profis von Zenit in der Premjer-Liga gab er im selben Monat, als er am 22. Spieltag der Saison 2020/21 gegen Achmat Grosny in der 82. Minute für Magomed Osdojew eingewechselt wurde. Bis Saisonende kam er zu vier Einsätzen in der höchsten Spielklasse. In der Saison 2021/22 absolvierte er bis zur Winterpause neun Partien.
Im Februar 2022 wurde Krawzow innerhalb der Premjer-Liga an den FK Nischni Nowgorod verliehen. Für Nischni Nowgorod kam er während der Leihe zu elf Einsätzen. Zur Saison 2022/23 kehrte er zu Zenit zurück, kam aber nicht mehr zum Einsatz. Im Juli 2022 verließ er die Petersburger endgültig und wechselte zum Ligakonkurrenten FK Sotschi.

### Nationalmannschaft
Krawzow spielte zwischen 2018 und 2020 für die russischen U-17-, U-18- und U-19-Teams. Im Juni 2021 debütierte er in der U-21-Auswahl.